# 藤本建夫
藤本 建夫（ふじもと たてお、1946年 - ）は、日本の経済学者、甲南大学名誉教授。

## 来歴
高知県生まれ。岡山大学法文学部経済学科卒業、京都大学大学院経済学研究科博士課程満期退学。1985年「ドイツ帝国財政の社会史」で経済学博士。甲南大学経済学部助教授、教授。2015年名誉教授。

## 著書
- 『東京一極集中のメンタリティー』ミネルヴァ書房　1992
- 『ドイツ自由主義経済学の生誕 レプケと第三の道』ミネルヴァ書房　2008
- 『何が地方都市再生を阻むのか ポートピア’81,阪神・淡路大震災,経済復興政策』晃洋書房　2010

## 共編著
- 『甲南大学の阪神大震災』森田三郎共編　神戸新聞総合出版センター　1996　阪神大震災の記録
- 『復興の政治経済学』編　甲南大学阪神大震災調査委員会　1997　阪神大震災の記録
- 『阪神大震災と経済再建』編　勁草書房　1999
- 『脳卒中リハビリ奮戦記』藤本芳子共著　ミネルヴァ書房　2003
- 『経済学の地下水脈』羽鳥卓也、坂本正、玉井金五共編著 晃洋書房 2012

## 翻訳
- ヘルムート・ベーメ『現代ドイツ社会経済史序説』大野英二共訳　未来社　1976

## 参考
- 経済学の地下水脈 - 紀伊國屋書店BookWeb